# Progressivismus
Progressivismus (von lateinisch progressus „Fortschritt“, progredi „voranschreiten“) bezeichnet eine politische Philosophie, die auf dem Grundgedanken des Fortschritts in den Bereichen der Wissenschaft, Technologie, wirtschaftlichen Entwicklung und Organisation aufbaut. Seinen Ursprung nahm der Progressivismus in der Ära der Aufklärung. Er fußt auf der Überzeugung, dass man durch Entwicklungen einen positiven Fortschritt in den Bereichen der Zivilisation erreichen könne („Fortschrittsglaube“). Als eines der einflussreichsten Metanarrative bezeichnete der Soziologe Christian Smith das liberale Fortschrittsnarrativ.

## Begriff
Der Progressivismus entstand als politische Strömung als eine Antwort auf die gesellschaftlichen Veränderungen zu Zeiten der Industrialisierung. Die extreme soziale Ungleichheit, die mit dem industriellen Entwicklungsprozess einherging, sorgte für die Angst davor, dass sich als Folge der entstandenen riesigen monopolistischen Konzerne und wegen der gewalttätigen Unruhen zwischen Arbeitern und Kapitalisten ein wirtschaftlich-gesellschaftlicher Zustand herausbilden könnte, der einen weiteren Fortschritt behinderte.

## Geschichte

### Deutschland

#### 19. Jahrhundert
Der Progressivismus sorgte im 19. und 20. Jahrhundert für die Entwicklung eines deutschen Sozial- und Nationalstaats.
Nach der gescheiterten Liberalen Revolution im Jahre 1848 formierten sich aus den Altliberalen mehrere Parteien. Ein Großteil der Mitglieder ging in der Deutschen Fortschrittspartei (DFP) auf. Diese lehnte die Anhebung der preußischen Militärausgaben ab, aus welcher der preußische Verfassungskonflikt resultierte. Damit standen sie in Opposition zum neuen Ministerpräsidenten Otto von Bismarck, der ohne Haushalt weiter regierte. Da dieser die deutschen Einigungskriege erfolgreich gestaltete, führte die Lage zu einem Stimmungsumschwung, bei welchem die DFP Mitglieder und Wähler verlor.
In der Partei wuchs die Zahl derjenigen, denen, meist aus ökonomischen Gründen, die politische Einheit wichtiger war als das Beharren auf dem bisherigen liberalen Rechtsstandpunkt. In der Folge wandten sich diese der DFP ab und traten der mit Bismarck zusammenarbeitenden Nationalliberalen Partei bei.
Die Deutsche Volkspartei (DtVP), auch Süddeutsche Volkspartei genannt, war eine linksliberale Abspaltung der Fortschrittspartei. Im Gegensatz zur Nationalliberalen Partei stellte sie den Einsatz für die klassischen liberalen Freiheitsrechte über eine deutsche Einigung unter Bismarck.
Nach der deutschen Reichsgründung setzte die DFP Akzente in der Wirtschaftspolitik sowie im Abbau von Handelsbeschränkungen, und im Kulturkampf wurde die Politik Bismarcks unterstützt.
Die DtVP vertrat hingegen auch nach der Gründung des Deutschen Kaiserreichs föderalistische Strukturen und forderte demokratische Reformen, insbesondere eine Stärkung des Parlaments. Ihre Mitglieder machten sich zwar für eine Trennung von Staat und Kirche stark, lehnten jedoch Bismarcks antikatholische Ausnahmegesetze und „Sozialistengesetze“ ab. Die von Bismarck begonnene und seitens der Nationalliberalen unterstützte Entwicklung einer Sozialgesetzgebung, die den Grundstein für einen Sozialstaat legte, wurde hingegen unterstützt. Bestand der Großteil der Partei vor allem aus Leuten des kleineren Handwerks- und Handelsgewerbes, aus Bauern und Angestellten, so war die Parteiführung dominiert von Akademikern und Unternehmern.
1884 fusionierte die Deutsche Fortschrittspartei mit der Liberalen Vereinigung, einer Linksabspaltung der Nationalliberalen Partei, die sich gegen die Wiedereinführung des Schutzzolls einsetzte und von freihändlerischen Wirtschafts- und liberalen Bildungskreisen getragen wurde, zur Deutschen Freisinnigen Partei. Vertreter der Liberalen Vereinigung forderten zuvor noch – nach dem Vorbild der britischen Liberal Party –, einen Gesamtzusammenschluss aller liberalen Parteien anzustreben, um lästige Grabenkämpfe zu unterbinden. Dies scheiterte allerdings an der Bismarck gegenüber wohlwollenden Haltung der Nationalliberalen. Nach den anschließenden Wahlen kristallisierte sich jedoch schließlich heraus, dass eine Zusammenarbeit mit den Nationalliberalen, wollte man einen konsequenten Kurs verfolgen, zwingend erforderlich war.
Der Zusammenschluss erhoffte sich, einen Parlamentarismus verwirklichen zu können. Des Weiteren stand er für eine Sicherung der Presse-, Versammlungs- und Vereinsfreiheit, eine Trennung von Staat und Kirche und nicht zuletzt die Gleichstellung aller Religionsgemeinschaften. Daneben trat er für massive Steuersenkungen, die Abschaffung der Bismarck’schen Schutzzollpolitik und eine Stärkung der Arbeiterselbsthilfevereine ein. Er lehnte die Bismarck’schen und auch die von den Sozialisten vorgeschlagenen Sozialgesetze vehement ab, weil diese nach ihrer Auffassung die Initiative der Arbeiter zur Selbsthilfe schwächten.
Nach der Entlassung Bismarcks im Jahre 1890 gewann die DtVP durch erfolgreiche Mitarbeit an einer Verfassungs- und Verwaltungsreform in Württemberg an Einfluss. In Baden arbeitete die DtVP ab 1893 eng mit der neu gegründeten Freisinnigen Volkspartei zusammen.
Diese war aus dem verbliebenen linken Flügel der Deutschen Freisinnigen Partei entstanden, nachdem – obwohl die Deutsche Freisinnige Partei erfolgreich gewesen war – die Spannungen zwischen den „linken“ ehemaligen Fortschrittlern und den „Rechten“ der früheren Sezessionisten von der Liberalen Vereinigung gewachsen waren. Der Konflikt war angesichts der unterstützenden Abstimmung für die Heeresvorlage des Reichskanzlers Leo von Caprivi an die Oberfläche getreten, was gegen die übrige Parteilinie gerichtet gewesen war. Die ehemaligen Sezessionisten hatten ihr Verhalten damit begründet, dass eine Abstimmung zugunsten dieser Vorlage zwingend das gemeinsame Parteiprogramm von 1884 vorschreibe. Mit knapper Mehrheit waren die Abweichler daraufhin aus der Fraktion ausgeschlossen worden.
Die Ausgeschlossenen erhielten aber wiederum unerwartete Unterstützung seitens ehemaliger Sezessionisten und einer Gruppe alter Fortschrittler, die ihren Parteiaustritt erklärten und sich zur Freisinnigen Vereinigung formierten.
Die DtVP und FVp formulierten fortan einen gemeinsamen Wahlaufruf. Zusammen stand man für ein demokratisches Reichstagswahlrecht auch in den Einzelstaaten und für eine Parlamentarisierung des Deutschen Reiches. Außerdem forderten sie Diäten für Abgeordnete und eine gerechtere Einteilung der Wahlkreise. Nicht zuletzt wurde eine jährliche Verabschiedung des Heeres-Etats angestrebt. Höhere Heeresausgaben wurden konsequent abgelehnt. Ähnlich kritisch stand die Partei zunächst der Kolonialpolitik und dem Flottenbau gegenüber. In wirtschaftspolitischer Hinsicht sollten Eingriffe des Staates begrenzt werden. Andererseits wollte die Partei Gewerkschaften gesetzlich anerkennen und forderte die Förderung von Selbsthilfeeinrichtungen sowie die Abschaffung der Privilegien von Großgrundbesitzern. Aufgrund des radikalen Manchesterliberalismus Eugen Richters und anderer Auffassungen war eine Umsetzung dieses Programms nicht möglich, da man auf eine Zusammenarbeit mit Kräften wie der Sozialdemokratischen Partei Deutschlands angewiesen gewesen wäre.
Die Freisinnige Vereinigung entwickelte dagegen im Kontrast vor allem wirtschaftsliberale Ziele. Das Vertrauen der Wähler bei der Reichstagswahl 1893 in den Linksliberalismus wurde aber insgesamt erschüttert, so dass beide Parteien zusammengenommen trotzdem Wählergunst verloren. Eine inhaltliche Annäherung der Nationalliberalen existierte durch Unterstützung der Flotten- und Kolonialpolitik der deutschen Reichsregierung.

#### 20. Jahrhundert
Einem Zusammenschluss der Deutschen Volkspartei mit den bürgerlich-liberalen „Linksparteien“ (historischer Kontext) wie der Freisinnigen Volkspartei und der Freisinnigen Vereinigung stand Eugen Richter von der FVp im Weg. Erst nach dessen Tod 1906 mündeten die Zusammenarbeitsgespräche der unterschiedlichen Parteien in das „Frankfurter Minimalprogramm“.
Bei der FVp kam es angesichts von Richters Tod zu einer Wende. Man stimmte der Flottenvorlage und auch der Kolonialpolitik zu; auch in der politischen Zusammenarbeit veränderte sich fortlaufend die Lage. Nach und nach schloss sich eine Mehrheit der Fraktion und der Lokalvereine der FVg an. 1910 vereinigte man sich zur Fortschrittlichen Volkspartei.
Diese stand für eine Weiterentwicklung des Wahlrechts, eine faire Einteilung der Wahlbezirke, Entwicklung einer freiheitlich aufgebauten Reichsverfassung, Parlamentarisierung, Senkung von Schutzzöllen, progressive Besteuerung der Einkommen, Zusammenarbeit von Parlamenten, Regierungen und Selbsthilfeorganisationen zur Verbesserung der wirtschaftlichen und sozialen Lage von Arbeitern und Angestellten, Stärkung des Arbeitsschutzes, Maßnahmen zum Schutz vor Arbeitslosigkeit und auf internationaler Ebene für den Ausbau des Völkerrechts und Schiedsgerichtseinrichtungen. Zudem vertrat man die Interessen der Exportindustrie, des Handels, der Banken, des Handwerks und des Gewerbes mit wirtschaftsliberalen Tendenzen, aber der Manchesterliberalismus wich einer Hinwendung zu einer gewissen sozialstaatlichen Orientierung. Eine Erneuerung des Linksliberalismus machte sich daran fest, dass Selbsthilfe kein Dogma mehr war, sondern durch Forderungen nach staatlichen Regelungen ergänzt wurde.
Mit Auflösung des Kaiserreichs in der Novemberrevolution 1918 schloss sich die FVP mit dem linken Flügel der Nationalliberalen Partei zur Deutschen Demokratischen Partei (DDP) zusammen. Man forderte einen föderalen Einheitsstaat und eine Revision des Versailler Vertrags, brach aber anschließend auseinander. In der Bundesrepublik Deutschland ging das Personal überwiegend in der FDP und CDU auf.
Aus der übrigen Nationalliberalen Partei entstand nach der Novemberrevolution die Deutsche Volkspartei. Die DVP kritisierte ebenfalls den Versailler Vertrag und die mit ihm verbundenen Belastungen, ebenso eine Steuerpolitik, die insbesondere den Mittelstand belastete. Unter ihrer Regierungsbeteiligung konnten die Folgen der Hyperinflation gemildert und die Weimarer Republik konsolidiert werden. Sie verstand sich vor allem als liberale Partei, was sich darin ausdrückte, dass in ihrer Politik die Freiheit des Einzelnen vor staatlichen Eingriffen wichtiger war als die Durchsetzung von Mehrheitsentscheidungen gegen die Interessen Einzelner.
Durchgesetzt wurden eine aktive Stadt- und Wohnungspolitik, die menschenwürdiges Wohnen in der Großstadt ermöglichen und sich um soziale Brennpunkte kümmern sollte, eine aktive Arbeits-, Frauen- und Kinderschutzpolitik in den Betrieben, die Unterstützung von Gewerkschaften und Verbraucherschutz. Dazu gehörte die Schaffung staatlicher sozialer Behörden, abseits der kirchlichen und bürgerlichen Freiwilligenarbeit. Die Schaffung der Technischen Nothilfe, des Arbeiter-Samariter-Bundes, des Freiwilligen Arbeitsdienstes und anderer ziviler Prüfer, Techniker oder Sanitäter sowie einer Ordnung zum Feuerlöschen waren Teil oder Unterstützung progressiver Politik.

### Vereinigte Staaten
Um 1900 gehörten die Progressives in den USA zu den Befürwortern sowohl einer Anti-Kartellpolitik, einer strengen Regulierung von Konzernen und Monopolen als auch staatlich finanzierter Umweltschutzmaßnahmen (u. a. der Einrichtung von Nationalparks). Auch ein Wahlrecht für Frauen, in den USA im Jahre 1920 bundesweit eingeführt, gehörte zu ihren Zielen.
Am 3. November 1896 gewann der Republikaner William McKinley die Präsidentschaftswahl in den Vereinigten Staaten gegen den Demokraten William Jennings Bryan. Die Wahl markierte den Beginn des Progressivismus in den USA und die Dominanz der Republikaner, die bis 1932 andauerte.
In den Großstädten hatte der Progressivismus ebenso Anhänger wie unter der ländlichen Bevölkerung. Im ländlichen Amerika kämpften die unabhängigen Kleinbauern gegen die Macht der Banken und Großgrundbesitzer, gegen den Goldstandard in der Währungspolitik und für eine staatliche Unterstützung der Landwirtschaft.
Viele Kulturschaffende und Journalisten unterstützten den Progressivismus mit aufklärerischen Werken und einem investigativen Journalismus (muckraking). Bekannt ist z. B. Der Dschungel von Upton Sinclair, der die hygienischen und sozialen Missstände in den Schlachthöfen von Chicago beschreibt.
Die Progressives setzten sich vehement für eine Nationalisierung und „Amerikanisierung“ der Einwanderer und der übrigen Bewohner ein. Bestens funktionierende Städte und Gemeinden sollten für dieses Ziel umgestaltet werden. Diese Politik griff die ethnisch-religiöse Identität der Menschen an, was vor allem Deutsche betraf. Eng hiermit verbunden war darüber hinaus die Forderung nach Einwanderungsbeschränkungen sowie die Frage nach einer eigenständigen und aktiven imperialen Politik. Damit einher ging eine Stärkung der föderalen Ebene der Vereinigten Staaten von Amerika in Washington, D.C. zulasten der föderativen Bundesstaaten.
In der Folge kam es zu einer Verschiebung der amerikanischen Bedeutung des Wortes liberal. Waren damit zuvor ausschließlich Eigenverantwortlichkeit betonende, staatsskeptische klassisch-liberale Positionen gemeint, entwickelte sich das Wort liberal bald zum Inbegriff des big government (→ Etatismus). Aus diesem Gegensatz benutzte man libertarian folglich im Kontext einer radikalliberalen Limited-Government-Philosophie, nach der sich der Staat aus der Lebenswelt der Menschen weitgehend heraushalten soll (→ „Nachtwächterstaat“, Minarchismus).
Heutzutage berufen sich Teile der Demokratischen Partei und der Green Party auf das progressive Erbe. Dieses umfasst den New Deal unter Präsident Franklin D. Roosevelt in den 1930er-Jahren und die Great Society unter Präsident Lyndon B. Johnson in den 1960er-Jahren.